# Detroit Red Wings
Els Detroit Red Wings són un equip professional d'hoquei sobre gel de Detroit (Michigan). Aquest equip és un dels Original Six (sis originals), els equips més antics de la lliga, i també és l'equip dels Estats Units que més Copes Stanley ha guanyat.
Els Red Wings juguen a la National Hockey League a la Divisió Atlàntica de la Conferència Est. Juguen al Little Caesars Arena i els seus colors són el vermell i el blanc. A casa juguen amb jersei i pantalons vermells, i a fora amb jersei blanc i pantalons vermells.

## Història

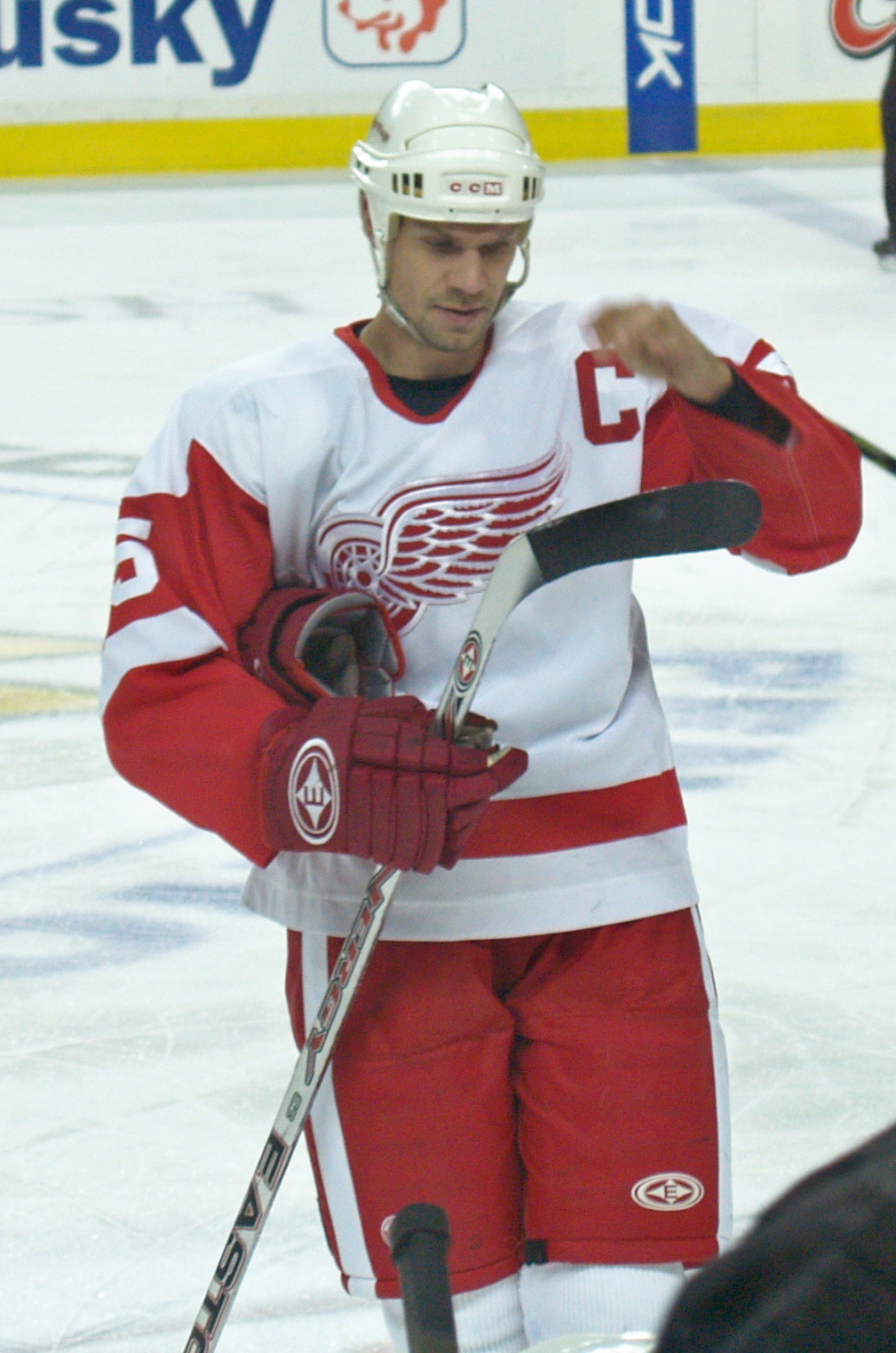
Equipació dels Detroit Red Wings

L'equip fou fundat el 1926 com a Detroit Cougars, i és un dels equips estatunidencs més històrics i antics de la lliga i el que més copes Stanley ha guanyat. La seva primera final de la Copa Stanley data del 1929, quan van ser derrotats pels Toronto Maple Leafs. El 1930 canvien el seu nom per Detroit Falcons i el 1932 el canvien pel nom actual per un canvi de propietari. Els Detroit Red Wings van aconseguir arribar a la final del 1934, i van guanyar la Copa Stanley del 1936 i del 1937.
Durant els anys 1940 i 1950 van ser un dels dominadors de la lliga i van guanyar quatre vegades la Copa Stanley en sis anys (1950, 1952, 1954 i 1955). El 1965 van començar a tenir una forta crisi que va durar fins al 1982, però a partir del 1986 sempre han estat en la fase final del campionat. El 1987 van aconseguir arribar a les finals de conferència però van ser derrotats pels Edmonton Oilers. El 1988 els Red Wings van aconseguir el seu primer títol de divisió des del 1965. A la temporada 1994-95 van arribar a la final de la Copa Stanley però van ser derrotats pels New Jersey Devils. El 1997 l'equip va tornar a guanyar una Copa Stanley després de dues dècades sense fer-ho guanyant als Philadelphia Flyers a la final. En aquesta època tenia una de les plantilles més potents del campionat i va desenvolupar una gran rivalitat amb l'altre equip dominant, els Colorado Avalanche.
A la temporada 2001-02 els Red Wings van arrasar en la temporada regular amb un Campionat de Conferència, i van guanyar la Copa Stanley derrotant els Carolina Hurricanes en cinc partits. A la temporada 2007-08 els Red Wings van guanyar de nou la Copa Stanley, guanyant als Pittsburgh Penguins a la final, després de quedar campions de la lliga regular guanyant el Trofeu dels Presidents. Va ser la quarta victòria a la Copa Stanley en 11 anys. A la temporada 2008-09 van caure derrotats a la final de la Copa Stanley amb el mateix rival, els Pittsburgh Penguins.

## Palmarès
- Copa Stanley: 11 (1935–36, 1936–37, 1942–43, 1949–50, 1951–52, 1953–54, 1954–55, 1996–97, 1997–98, 2001–02, 2007–08)

- Trofeu dels Presidents: 6 (1994–95, 1995–96, 2001–02, 2003–04, 2005–06, 2007–08)

- Clarence S. Campbell Bowl: 6 (1994–95, 1996–97, 1997–98, 2001–02, 2007–08, 2008-09)

- Trofeu Príncep de Gal·les: 11 (1935–36, 1936–37, 1942–43, 1949–50, 1950–51, 1951–52, 1952–53, 1953–54, 1954–55, 1956–57, 1964–65)